# 振動板
振動板（英: Diaphragm:ダイアフラム）は、音波と電気信号を相互に変換する機構。 
マイクロホンやスピーカーの音波とのインターフェイスで、マイクロホンの場合は音波を受けて振動し、これを電気変換系に伝える役目をし、スピーカーの場合は電気信号を受けて振動し、空中に音波を放射する役目をするもの。
ダイナミックマイクロホンの場合は薄いプラスチックフィルムを用いて、周辺に襞を設けたドーム状円板に成形したものが多く用いられる。
コンデンサマイクロホンの場合は、更に薄いプラスチックフィルムの片面に金属をコートした膜が用いられる。
ダイナミックスピーカーの場合は、パルプやプラスチック、軽金属などをコーン状やドーム状に成形したものが用いられる。
聴診器の場合では、集音のためにチェストピースに張られた膜のことを指す。低音域をカットし、高音域を強調する役目がある。呼吸音、心音、心雑音、血管雑音など、高調音を聴くのに適しており、チェストピースを押さえる圧を調節することで、高調音と低調音を聞き分ける機能をもたせたダイアフラムもある。
空気圧縮機や燃料ポンプ等にも使用される。後者は振動板が吸気による負圧で振動する事により燃料をエンジンに供給する。